# سفارت مجارستان در اتاوا
سفارت مجارستان در اتاوا (به انگلیسی: Embassy of Hungary) یک سفارت در کانادا است که در اتاوا واقع شده‌است.